# Cetenimina

Estructura general de una cetenimina.

En química orgánica, las ceteniminas son compuestos orgánicos que comparte un grupo funcional cómun, con la estructura general R1R2C=C=NR3. Una cetenimina es un alqueno e imina acumulados, y está relacionado con un aleno y una cetena. El compuesto padre es la cetenimina, o CH2CNH.